# 김혜수 플러스 유
《김혜수 플러스 유》는 1998년 9월 23일부터 2000년 8월 2일까지 방송되었던 토크 쇼 프로그램이다.

## 방송 시간
| 방송 채널 | 방송 기간                        | 방송 시간                |
| --------- | -------------------------------- | ------------------------ |
| SBS TV    | 1998년 9월 23일 ~ 2000년 8월 2일 | 매주 수요일 밤 10시 55분 |

## 코너
- 리얼러브
- 리얼토크

## 진행자
- 김혜수 배우 (여)

### 고정 게스트
- 홍록기
- 오지호

## 에피소드 목록

### 1998년
| 회차 | 방송일    | 게스트                                         | 비고 |
| ---- | --------- | ---------------------------------------------- | ---- |
| 1    | 9월 23일  | 신동엽, 고소영, 조혜련, 차승원                 |      |
| 2    | 9월 30일  | 이소라, 남희석, 이상아                         |      |
| 3    | 10월 7일  | 이정재                                         |      |
| 4    | 10월 14일 | 김장훈, 이재룡, 이응경, 남희석, 이상아         |      |
| 5    | 10월 21일 | 정우성, 박수홍, 변정수                         |      |
| 6    | 10월 28일 | 박철, 최지우, 이혜영                           |      |
| 7    | 11월 4일  | 조혜련, 박신양, 전도연                         |      |
| 8    | 11월 11일 | 차인표, H.O.T                                  |      |
| 9    | 11월 18일 | 홍경인, 최불암, 서태화                         |      |
| 10   | 11월 25일 | 나훈아, 이혜영, 박수홍                         |      |
| 11   | 12월 2일  | 이영자, 김원준, 김혜림                         |      |
| 12   | 12월 9일  | 고소영, 임창정                                 |      |
| 13   | 12월 16일 | 심은하, 안성기, 이성재                         |      |
| 14   | 12월 23일 | 최화정, 류시원, 김원희                         |      |
| 15   | 12월 30일 | 허수경, 남희석, 이정재, 정우성, 김종서, 이현우 |      |

### 1999년
| 회차 | 방송일    | 게스트                                                         | 비고 |
| ---- | --------- | -------------------------------------------------------------- | ---- |
| 16   | 1월 6일   | 박진영, 차인표, 김하늘                                         |      |
| 17   | 1월 13일  | 유정현, 이소라, 한재석                                         |      |
| 18   | 1월 20일  | 이상아, 옥소리, 이미연                                         |      |
| 19   | 1월 27일  | 이병헌, 여명, 김진, 김소연                                     |      |
| 20   | 2월 3일   | 박신양, 허준호, 이영자                                         |      |
| 21   | 2월 10일  | 장동건, 박진희, 김규리, 박지윤                                 |      |
| 22   | 2월 17일  | 빈칸                                                           |      |
| 23   | 2월 24일  | 황신혜, 박철, 이훈                                             |      |
| 24   | 3월 3일   | 박상민, 이민영, 룰라                                           |      |
| 25   | 3월 10일  | 김지수, 전유성, 홍진희                                         |      |
| 26   | 3월 17일  | 김호진, 전도연, 이병헌                                         |      |
| 28   | 3월 31일  | 엄정화, 성동일, 정웅인, 이재표                                 |      |
| 29   | 4월 7일   | 신해철, 김석훈, 명세빈                                         |      |
| 30   | 4월 14일  | 전광렬, 이종원                                                 |      |
| 31   | 4월 21일  | 이영애, 박영규, 이태란, 허영란                                 |      |
| 32   | 4월 28일  | 신은경, 김수유, 박상면, 이범수                                 |      |
| 33   | 5월 5일   | 클론 / 홍록기, 홍록기, 유오성, 박진희                          |      |
| 34   | 5월 12일  | 남희석, 이휘재 한고은                                          |      |
| 35   | 5월 19일  | 차승원, 김원희, 정선경                                         |      |
| 36   | 5월 26일  | 김민종, 임하룡, 이성미, 박미선                                 |      |
| 36   | 6월 2일   | 이본                                                           |      |
| 31   | 6월 9일   | 차승원, 이휘재, 한고은                                         |      |
| 32   | 6월 16일  | 안정환, 우지원, 윤정수                                         |      |
| 33   | 6월 23일  | 송윤아                                                         |      |
| 34   | 6월 30일  | 손지창, 오연수, 송윤아                                         |      |
| 35   | 7월 7일   | 류시원, 최지우, 이혜영, 전준호, 윤태영                         |      |
| 36   | 7월 14일  | 류시원, 최민우, 장동건, 유정현                                 |      |
| 37   | 7월 21일  | 최화정, 주영훈, 김원희, 유정현                                 |      |
| 38   | 7월 28일  | 김희선, 최민수, 정우성                                         |      |
| 39   | 8월 4일   | 김희선, 박미경, 홍록기, 표인봉                                 |      |
| 40   | 8월 11일  | 김지호, 박수홍, 차태현, 한고은, 강성연                         |      |
| 41   | 8월 18일  | 김지호, 이재룡, 김호진                                         |      |
| 42   | 8월 25일  | 심혜진, 이영범, 김정은, 이요원, 김승현                         |      |
| 43   | 9월 1일   | 이소라, 유오성, 이성재, 강성진, 유지태                         |      |
| 44   | 9월 8일   | 김현주, 윤해영, 이나영, 정찬, 이훈                             |      |
| 45   | 9월 15일  | 고소영, 송승헌                                                 |      |
| 46   | 9월 22일  | 추석특집                                                       |      |
| 47   | 9월 29일  | 이성미, 이경실, 박미선, 조혜련                                 |      |
| 48   | 10월 6일  | 김원희, 김규리, 이제니                                         |      |
| 49   | 10월 13일 | 빈칸                                                           |      |
| 50   | 10월 20일 | 이혜영, 김장훈, 주영훈, 채정안                                 |      |
| 51   | 10월 27일 | 류시원, 박소현, 윤정수, 이선정, 김장훈, 주영훈, 채정안         |      |
| 52   | 11월 3일  | 박영규, 표인봉, 이창훈, 주영훈, 채정안, 김지영                 |      |
| 53   | 11월 10일 | 신성우, 홍록기, 김지영                                         |      |
| 54   | 11월 17일 | 이휘재, 유재석, 이훈                                           |      |
| 55   | 11월 24일 | 이주일                                                         |      |
| 56   | 12월 1일  | 전도연, 추상미, 김지영, 홍록기                                 |      |
| 57   | 12월 8일  | 이휘재, 김진수, 김한석, 송은이, 김생민, 정성화, 심태윤, 정상훈 |      |
| 58   | 12월 15일 | 김태연, 이재은, 표인봉, 홍록기, 이웅호, 김경식, 김동우         |      |
| 59   | 12월 22일 | 황신혜, 이미연, 핑클, 홍록기                                   |      |
| 60   | 12월 29일 | 빈칸                                                           |      |

### 2000년
| 회차 | 방송일   | 게스트                         | 비고 |
| ---- | -------- | ------------------------------ | ---- |
|      | 3월 29일 | god                            |      |
|      | 4월 12일 | 김경식, 양미라                 |      |
|      | 5월 30일 | 김승우, 안재모, 김민희         |      |
|      | 6월 7일  | 이소라, 신동엽                 |      |
|      | 6월 14일 | 최민식, 컨츄리 꼬꼬            |      |
|      | 6월 21일 | 신현준, 이정현                 |      |
|      | 6월 28일 | 김현정, 류시원, 안문숙, 이의정 |      |
|      | 7월 5일  | 권오중, 표인봉, 최화정, 김지호 |      |